# Martin Hrstka
Martin Hrstka (* 26. ledna 1967) je bývalý český hokejový útočník.

## Hokejová kariéra
V československé lize hrál za TJ Zetor Brno, Duklu Trenčín a TJ Gotttwaldov/AC ZPS Zlín. Odehrál 7 ligových sezón, nastoupil ve 220 ligových utkáních, dal 44 gólů a měl 72 asistencí. Do NHL byl draftován v roce 1985 jako 109. v pořadí v 6. kole týmem Vancouver Canucks. Reprezentoval Československo na mistrovství Evropy juniorů do 18 let v roce 1985, kde tým skončil na 3. místě. V turnaji byl vybrán do All stars týmu. V nižších soutěžích hrál i za TJ Lokomotiva Ingstav Brno, HC Ytong Brno a HC Rondo Brno.

## Klubové statistiky
| Sezona    | Klub                  | Soutěž  | Základní část | Základní část | Základní část | Základní část | Základní část | Play off | Play off | Play off | Play off | Play off |
| Sezona    | Klub                  | Soutěž  | Z             | G             | A             | B             | TM            | Z        | G        | A        | B        | TM       |
| --------- | --------------------- | ------- | ------------- | ------------- | ------------- | ------------- | ------------- | -------- | -------- | -------- | -------- | -------- |
| 1984/1985 | TJ Ingstav Brno       | 2. liga | 34            | 4             | 3             | 7             | -             | -        | -        | -        | -        | -        |
| 1985/1986 | TJ Zetor Brno         | 1. liga | 29            | 7             | 2             | 9             | -             | -        | -        | -        | -        | -        |
| 1986/1987 | Dukla Trenčín         | 1. liga | 38            | 6             | 7             | 13            | 5             | -        | -        | -        | -        | -        |
| 1987/1988 | Dukla Trenčín         | 1. liga | 32            | 7             | 13            | 20            | -             | -        | -        | -        | -        | -        |
| 1988/1989 | TJ Gottwaldov         | 1. liga | 25            | 4             | 9             | 13            | 4             | -        | -        | -        | -        | -        |
| 1989/1990 | TJ Gottwaldov         | 1. liga | 36            | 8             | 6             | 14            | -             | 3        | 0        | 1        | 1        | -        |
| 1990/1991 | AC ZPS Zlín           | 1. liga | 41            | 11            | 19            | 30            | 20            | -        | -        | -        | -        | -        |
| 1991/1992 | AC ZPS Zlín           | 1. liga | 16            | 1             | 5             | 6             | 2             | -        | -        | -        | -        | -        |
| 1992/1993 | HC Královopolská Brno | 2. liga | 38            | 15            | 10            | 25            | 4             | 4        | 0        | 2        | 2        | 2        |
| 1993/1994 | HC Královopolská Brno | 2. liga | 41            | 15            | 24            | 39            | -             | -        | -        | -        | -        | -        |
| 1996/1997 | HC Ytong Brno         | 3. liga | -             | 4             | -             | -             | -             | -        | -        | -        | -        | -        |
| 1997/1998 | HC Rondo Brno         | 3. liga | -             | 8             | -             | -             | -             | -        | -        | -        | -        | -        |
| 1998/1999 | HC Rondo Brno         | 3. liga | -             | 12            | -             | -             | -             | -        | -        | -        | -        | -        |